# Wollbach
Wollbach é um município da Alemanha, situado no distrito de Rhön-Grabfeld, no estado da Baviera. Tem 7,58 km² de área, e sua população em 2019 foi estimada em 1.361 habitantes.